# Ágios Kýrillos
Ágios Kýrillos, en grec moderne : Άγιος Κύριλλος, est un village du dème de Gortyne, dans le district régional de Héraklion, de la Crète, en Grèce. Selon le recensement de 2011, la population d'Ágios Kýrillos compte 190 habitants, comprenant celle du hameau Gerókambos avec 53 habitants, en 2001.
Le village est situé à une  altitude de 420 mètres. 
Il est mentionné, en 1583, dans le recensement de Castrofilaca sous le nom de S. Chirlo avec 39 habitants.